# ブレイドアーツ 〜黄昏の都ルルイエ〜
『ブレイドアーツ 黄昏の都ルルイエ』（BLADE ARTS たそがれのみやこルルイエ）は、株式会社エニックス（現スクウェア・エニックス）が2000年9月28日に発売したプレイステーション専用ゲームソフト（3Dアクションアドベンチャーゲーム）。開発は有限会社エア、キャラクターデザインを結城信輝が担当した。リメイクを除けばエニックス最後のプレイステーション用の完全新作ゲームソフトであった。

## 概要
本作は、謎の古代遺跡を探索するアクションアドベンチャーゲーム。冒険の舞台となる遺跡は3Dで描かれており、さまざまな謎やワナが仕掛けられている。遺跡には多くのモンスターが配置されており、剣と魔法で戦うことになる。主人公の持つ剣は、スフィアと呼ばれる宝玉を埋め込むことで、大剣や槍などに変化する。また、スフィアは経験値を配分することで成長させることができる。

## プロローグ
南太平洋を震源とする巨大地震は、大津波を引き起こし、チリやペルー、エクアドルなどの南米諸国やニュージーランドといった周辺諸国に多大なる被害をもたらした。死傷者・行方不明者は合わせて2万人を越え、未曾有の大惨事となった。
一方で、大地震にともなう地殻変動により、多数の島々が新たに出現した。新しい島々の出現が各国の領土問題に発展しつつある中、地質学的に出現の説明がつかない島がひとつ発見された。島はセイレム島と名付けられ、その後の調査で島内に遺跡の存在が確認された。遺跡の調査を目的に第1次セイレム遺跡調査団が派遣されることになった。
しかし、第1次調査団は消息を絶つ。そして、第1次調査団の救出とセイレム遺跡の調査を目的に第2次セイレム遺跡調査団の派遣が決まった。
そうした中、第2次調査団のメンバーの獅堂零は、セイレム遺跡の調査中に祭壇に飾られた刀剣を発見する。

## 登場人物
獅堂 零（しどう れい）
声：森久保祥太郎
本作の主人公。トレジャーハンター。心理学や現代科学などの造詣が深く、剣の腕も立つ。紳士的な冒険家を自称するが、減らず口や軽口が多い。第2次セイレム遺跡調査団のメンバー。父は有名な冒険家。
イ・ルム
声：國府田マリ子
謎の少女。たびたび零の前に現れる。原住民のような衣装をまとっている。
ブリジット・ランダース
声：國府田マリコ
第2次セイレム遺跡調査団のメンバー。第1次調査団のメンバーで、行方不明になった父・ウォルターの身を案じている。愛称は“リズィ”。
ナカムラ
声：若本規夫
私設警備エージェントDSON代表。第2次セイレム遺跡調査団の護衛部隊隊長を務める。だが、その行動は謎が多い。遺跡に眠る力を狙っているらしい。
摩耶（まや）、パトリシア・ミラーズ
声：深見梨加（摩耶）、雪乃五月（パトリシア）
ナカムラの秘書二人で、パトリシアは人も殺せる幻術師。
ザグナス
声：永野善一
歴戦の傭兵。DSONに雇われ、小隊長を務める。零とは面識がある様子。
ティンダロス
声：金子幸伸
DSONの実働部隊小隊長。アメリカ海兵隊（SEAL）出身。かなりの筋肉質で重火器を軽々と扱うほか、ヘリコプターの操縦もできる。脳みそも筋肉でできているのではないかと思わせるほど考えが浅い。
マリオン
声：森訓久
DSONの実働部隊小隊長。人を切り刻むのが趣味の殺人狂。
ウォルター・ランダース
声：石塚運昇
ブリジットの父。地質・考古学者。第1次セイレム遺跡調査団のメンバーで、現在は行方不明。
蘭花（らんふぁ）
声：天神有海
冒険家を自称する女の子。
Dr.ハリー・サンダーソン
声：西松和彦
第2次セイレム遺跡調査団の責任者。

## スフィア
セイレム遺跡で発見された宝珠。文様が施されている。零が発見した魔剣（パニッシャー）に取り付けることで、剣の形状を変化させる。また、魔法（アーツ）が込められている。スフィアはネルウス（経験値）を配合することで成長させることができる。ネルウスは敵との戦闘や遺跡内で見つけることができる。
フォルテス
ロングソードタイプのスフィア。青色の宝珠。アーツは、ラディウスとコンクエスト。
テンペリエス
ラージソードタイプのスフィア。赤色の宝珠。アーツは、フレイムとエクスプロージョン。攻撃力は高いが、重いため連続攻撃が出来ない。
トニトルス
ツインランサータイプのスフィア。紫色の宝珠。アーツは、ライトニングとテンペスト。槍タイプで攻撃回数が多い。
イグニス
ダブルエッジタイプのスフィア。金色の宝珠。アーツは、イグニッションとコンバッション。両手に持った短剣で攻撃する。
グラヴェス
円月輪タイプのスフィア。銀色の宝珠。アーツは、グラビティーとダークガスト。